# Moultrie
Moultrie és una població dels Estats Units a l'estat de Geòrgia. Segons el cens del 2000 tenia 14.387 habitants.

## Demografia
Segons el cens del 2000, Moultrie tenia 14.387 habitants, 5.663 habitatges, i 3.505 famílies. La densitat de població era de 391,2 habitants/km².
Dels 5.663 habitatges en un 31,4% hi vivien nens de menys de 18 anys, en un 34% hi vivien parelles casades, en un 23,5% dones solteres, i en un 38,1% no eren unitats familiars. En el 33,9% dels habitatges hi vivien persones soles el 15,8% de les quals corresponia a persones de 65 anys o més que vivien soles. El nombre mitjà de persones vivint en cada habitatge era de 2,43 i el nombre mitjà de persones que vivien en cada família era de 3,13.
Per edats la població es repartia de la següent manera: un 28,4% tenia menys de 18 anys, un 10,2% entre 18 i 24, un 25,8% entre 25 i 44, un 19,7% de 45 a 60 i un 16% 65 anys o més.
L'edat mediana era de 34 anys. Per cada 100 dones de 18 o més anys hi havia 81,7 homes.
La renda mediana per habitatge era de 22.193 $ i la renda mediana per família de 28.406 $. Els homes tenien una renda mediana de 24.856 $ mentre que les dones 19.417 $. La renda per capita de la població era de 13.657 $. Entorn del 23% de les famílies i el 27,6% de la població estaven per davall del llindar de pobresa.

## Poblacions més properes
El següent diagrama mostra les poblacions més properes.